# IK Pantern (2019–2025)
IK Pantern, utläst som Ishockeyklubben Pantern, bildades efter att gamla IK Pantern (idrottsklubben) gått i konkurs 2019. Meningen var att så fort som möjligt ta sig upp i seriesystemet igen, men coronaviruset kom i vägen och föreningen blev kvar i Hockeytrean i tre säsonger. Först till säsongen 2024/2025 återkom man till Hockeyettan. När säsongen var över uppdagades interna strider kring ekonomi och vilken verksamhet som skulle prioriteras. Ungdomsverksamheten lämnade föreningen och gick till fotbollsklubben BK Flagg. En månad senare begärdes IK Pantern i konkurs.
Supporterföreningen bildade ytterligare en ny föreing Ishockey-Kamraterna Pantern på Kirseberg

## Säsonger
| Säsong    | Division            | Placering | Vårserie               | Slutspel/Kval                                                  | Not                  |
| --------- | ------------------- | --------- | ---------------------- | -------------------------------------------------------------- | -------------------- |
| 2019/2020 | Hockeytrean Södra E | 2         | 1:a i Alltrean Södra B | [ a ]                                                          | [ 5 ] [ 6 ] [ 7 ]    |
| 2020/2021 | Hockeytrean Södra F | inställd  |                        |                                                                |                      |
| 2021/2022 | Hockeytrean Södra E | 1         | 2:a i Alltrean         | 1:a i kvalserien, uppflyttade                                  | [ 8 ] [ 9 ] [ 10 ]   |
| 2022/2023 | Hockeytvåan Södra B | 2         | 5:a i Alltvåan Södra   | Playoff: Besegrar Bäcken, 3:a i kvalserien                     | [ 11 ] [ 12 ] [ 13 ] |
| 2023/2024 | Hockeytvåan Södra B | 2         | 4:a i Alltvåan Södra   | Playoff: Besegrar Boro/Vetlanda, 2:a i kvalserien, uppflyttade | [ 15 ] [ 16 ] [ 17 ] |
| 2024/2025 | Hockeyettan Södra   | 6         | 7:a i vårserien        |                                                                |                      |

Anmärkningar
1. ↑  Säsongen avbröts p.g.a. Coronaviruspandemin när halva kvalserien spelat. Vid avbrottet ledde Pantern kvalserien på målskillnad, men inga upp och nerflyttningar genomfördes till nästa säsong.[4]
2. ↑  Efter att flera lag dragit sig ut eller nekats plats i hockeyettan erbjuds Pantern en plats och tackar ja.[14]